# We Are the Champions
"We Are the Champions" là bài hát do Freddie Mercury sáng tác, được ban nhạc Queen thu âm và biểu diễn. Bài hát cũng là một trong những bài hay nhất và phổ biến nhất của ban nhạc và đã trở thành ca khúc cho sự chiến thắng trong thể thao.
Bài hát chủ yếu dựa trên tiếng đàn piano của Mercury còn Taylor và Deacon thì đệm thêm trống và ghi ta bass. May bổ sung thêm vài đoạn ghi ta, một ít vào lúc mở đầu và sau đó thì đã chơi sô lô trong hợp âm ở cuối bài. Mercury đã sử dụng nhiều hợp âm của 'jazz' (các hòa âm chính và phụ thứ 6, 7, 9, 11 và 13), và đoạn điệp khúc đã có những âm điệu như 4 và 5 hòa âm hợp lại. Giọng ca chính đòi hỏi phải có yêu cầu cao và trong các buổi diễn trực tiếp, Mercury thường để Taylor đảm nhiệm phần cao nhất của giai điệu.

Freddy Mercury trong video bài hát "We Are the Champions".

Bài hát có trong album News of the World làm năm 1977 và đứng sau bài "We Will Rock You. Hai bài hát này hay được dùng kể kết thúc trong các buổi công diễn của Queen. Như truyền thống, bài này cũng đã là bài cuối cùng trong buổi diễn kỷ niệm Freddie Mercury vào năm 1992.
Bài hát cũng là ví dụ cho Kanye West, Dame Dash, Beanie Sigel, Cam'ron, Young Chris & Twista trong bài hát "Champions" của họ.

## Những nhận xét về "We Are the Champions"

### Queen nói về bài hát
Freddie (1985): "Tôi phải chiến thắng tất cả, nếu không thì không thành công. Công việc của tôi đảm bảo mọi người có thời gian tốt. Đó là một phần bổn phận của tôi. Đó là mọi việc phải làm để điều khiển cảm xúc. Bài hát We Are the Champions được những người hâm mộ đá bóng hát vì đó là bài hát của người chiến thắng. Tôi không thể tin rằng ai đó sẽ không viết bài hát mới để vượt qua nó".
Freddie: "Chắc chắn đó có thể là mối liên quan, nhưng tôi đã nghĩ đến bóng đá khi tôi sáng tác bài hát. Tôi muốn đóng góp một bài hát, một điều gì đó mà những người hâm mộ có thể hiểu được. Đó là mục đích lớn nhất; Tôi nghĩ là chúng tôi đã biết được người nghe hiểu như thế nào. Nó như là một buổi chiêu đãi. Khi chúng tôi trình diễn nó tại một buổi nhạc riêng ở Luân Đôn, những người hâm mộ thực sự đã hát cùng như một khẩu hiệu bóng đá. Dĩ nhiên là tôi đã sáng tác bài hát có một chút nhạc kịch chứ không chỉ là khẩu hiệu bóng đá. Tôi chắc chắn là không nghĩ đến đám đông khi tôi viết bài hát. Tôi không hề nghĩ đến âm nhạc Anh những ngày này. Nó thật sự có nghĩa là coi những nhạc sĩ như những người hâm mộ. Tôi cho rằng nó có thể được hiểu như phiên bản bài "I Did It My Way" của tôi. Chúng tôi đã làm điều này và chắc chắn là không dễ dàng. Không có giường cho những bông hồng như bài hát đã nói đến. Và nó vẫn không dễ dàng gì."
Brian May (1991): "Tôi có thể hiểu một vài người đã nói We Are the Champions như một sự khoa trương. Nhưng bài hát không nói lên ban nhạc Queen là nhà vô địch mà nó nói tất cả chúng ta là vô địch. Bài hát đã làm cho buổi diễn như một trận bóng đá thực sự nhưng tất cả mọi người đều ở cùng một bên."
Brian: "Bạn biết không, các bài hát không hẳn là như những gì trong lời bài hát. Nhiều đoạn trong bài hát có thể xuất hiện khác nhau. Tôi thường nhận thấy sự khác nhau giữa văn xuôi và thơ. Văn xuôi thì có nghĩ chính xác như lời văn viết trong khi thơ thì có thể có nghĩa ngược lại. Bài hát này cũng như vậy. Tuy nhiên thì cách viết của Freddie thì thường xuyên hay đùa cợt như bạn đã biết đấy. Bài hát này mang tính kịch trường. Freddie rất thuần thục với nghệ thuật của anh. Bạn có thể nói, anh ấy cưới âm nhạc của anh ấy, như trong bài 'I Did It My Way' hay bài 'There's No Business Like Show Business' của anh ấy. Tôi phải nói rằng khi anh ấy mới chơi lần đâu cho chúng tôi nghe trong phòng thu tất cả chúng tôi đều bò lăn ra mà cười. Rất nhiều người ghét chúng tôi bởi vì chúng tôi để họ ra bên ngoài và có mọi thứ mà không có mặt họ. Nhưng bài hát không hề nói bất cứ điều gì chống lại khán giả của chúng tôi. Khi trong bài hát nói 'chúng tôi' ('we') nó có nghĩa là 'chúng tôi là các fan'. Khi chúng tôi thực hiện buổi biểu diễn đặc biệt đó, những người hâm mộ thật là tuyệt vời. Họ quá hiểu bài hát".
Brian (1998): "Bài hát của anh ấy(Freddiey) đã nói tất cả: Lily of the Valley, Killer Queen, Bohemian Rhapsody, The March of the Black Queen, We Are the Champions, The Miracle, Play the Game và rất nhiều bài hát đều có cảm xúc của việc ghi điểm. Freddie không bao giờ muốn nói về lời hát của anh ấy: 'Họ nên tự nói về bản thân họ' - anh ấy nói cụt lủn như vậy. Nhưng sự tưởng tượng những lời bài hát đã được biên soạn với sự kỳ diệu của giai điệu đã làm cho anh ấy trở thành một trong những nhạc sĩ thực sự độc đáo trong thời đại của chúng ta."
Roger Taylor (1998): "Bài hát gây sự ngạc nhiên cho người nghe. Tôi đã nghe bài này vào lúc cuối của World Cup, kết quả thật sự tuyệt vời."
Brian (1999): "Bạn có thể nhận thấy sự kiêu ngạo trong bài hát. Nhưng trong buổi diễn thì không có ai là người thua cả và những giây phút thua của mỗi chúng ta đã bị quên đi, do vậy, bài hát như là một sự tự khẳng định mình. Tôi nhớ là đã nói, anh không thể làm điều này, Fred. Anh sẽ bị giết. Và anh đã trả lời, 'Vâng, chúng ta có thể sẽ như vậy.'"
Roger (1999): "'Không có thời gian cho người thua cuộc' là một lời khá ngớ ngẩn nhưng đó chỉ là câu nói đùa."
John Deacon (2001): "Một trong những bài hát hay nhất của chúng tôi."
Brian (2003): "Tôi nhớ là đã cảm thấy bài hát có sắc thái ngạo mạn khi lần đầu tiên Freddie hát cho chúng tôi nghe và tôi chắc chắn là tôi cũng đã nói điều đó. Nhưng đã có một sự ngạo mạn mà không nhân nhượng trong Freddie; đó chính là niềm tin của anh ấy và anh đã nói lên niềm tin đó."

## Các phiên bản cover
- Gavin DeGraw đã hát bài này trong album Killer Queen: A Tribute to Queen.
- Trong buổi diễn từ thiện Live 8, ban nhạc rock Green Day đã hát lại bài này.
- Robbie Williams đã hát bài này trong phim A Knight's Tale.
- William Hung đã hát lại bài này trong album thứ hai của anh Hung for the Holidays.
- Ban nhạc Oplus đã hát lại bài này trong trận Chung kết Đường lên đỉnh Olympia năm thứ 16